# Kosobudki (województwo zachodniopomorskie)
Kosobudki (niem. Kotzbude) – osada w Polsce położona w województwie zachodniopomorskim, w powiecie drawskim, w gminie Złocieniec.
W latach 1975–1998 miejscowość administracyjnie należała do województwa koszalińskiego. 
W roku 2007 osada liczyła 21 mieszkańców. 
Miejscowość wchodzi w skład sołectwa Kosobudy. 
Najbardziej na zachód położona miejscowość gminy.

## Geografia
Osada leży ok. 1,8 km na południowy zachód od Kosobud, nad południowym brzegiem jeziora Kosobudzkiego.